# .350 Legend

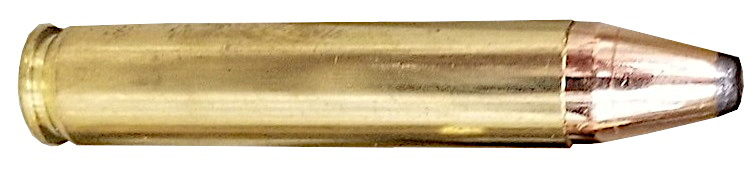
Imagen en posición horizontal del cartucho.

El .350 Legend (9×43 mm), 350 LGND, es un cartucho metálico desarrollado por Winchester Repeating Arms, para ser aplicado en estados americanos con restricciones en el uso de munición para la caza, limitando el uso de cartuchos de fuego central a casquillos rectos. Winchester promociona al .350 Legend como el cartucho de casquillo recto comercial más rápido; sin embargo el .444 Marlin  y .458 Winchester Magnum con algunas cargas son más rápidos. Su trayectoria máxima efectiva es de aproximadamente 250 yardas (230 m).

## Visión general
El .350 Legend comparte muchas semejanzas con el .223 Remington al punto de tener las dimensiones para ser recamarado en plataformas de  AR-15.

## Historia
Para la introducción del .350 Legend, Winchester ya tenía décadas de experiencia habiendo introducido al mercado muchos cartuchos que han gozado de mucho éxito, desde el siglo XIX, incluyendo el 44-40 WCF, el .30 WCF (.30-30), el .50 BMG, el .270 Winchester, el .308 Winchester, el .243 Winchester, el .22 WMR (.22 Magnum), el 300 Winchester Short Magnum, (WSM), el .270 Winchester Short Magnum, el .264 Winchester Magnum, .338 Winchester Magnum, el .458 Winchester Magnum y el .300 Winchester Magnum.
En el Shot Show del 2019 en Las Vegas, Nevada, se lanzó al mercado el .350 Legend.
El cartucho fue desarrollado esencialmente para cazar venados de cola blanca a distancias de hasta 200 yardas (180 m). El retroceso es menor que el del .243 Winchester. Winchester.

## Uso
El .350 legend fue concebido para ser usado por cazadores de venados que buscan las prestaciones de un cartucho moderno pero alineándose a las restricciones de uso de cartuchos metálicos de casquillos con forma de botella para efectos de caza mayor. El .350 Legend es capaz de abatir cerdos, ciervos, y coyotes. Con pesos de bala que varían de 125 a 280 granos (8.1 a 18.1 g), el .350 legend es un cartucho muy versátil y aplicable a múltiples usos.

### Legislación estatal
El .350 Legend está desarrollado principalmente para se usado en Estados de EE. UU. que prohíben el uso de cartuchos de mucha potencia, con casquillos en forma de cuello de botella tales como Míchigan, Ohio y Iowa.